# UFC on FX: Sotiropoulos vs. Pearson
O The Ultimate Fighter The Smashes Finale: Sotiropoulos vs. Pearson (ou UFC on FX: Sotiropoulos vs. Pearson) é um evento de MMA promovido pelo Ultimate Fighting Championship que está previsto para ocorreer no dia 14 de Dezembro de 2012 no Centro de Convemções e Exposições Gold Coast em Gold Coast, Queensland, Austrália.
O evento principal é esperado para ser entre os técnicos do The Ultimate Fighter: The Smashes: George Sotiropoulos e Ross Pearson.
O evento também é esperado para receber as finais do The Ultimate Fighter: The Smashes nos Pesos Leves e Meio Médios. Nos leves é esperado o combate entre Norman Parke e Colin Fletcher, e nos Meio Médios entre Brad Scott e Robert Whittaker.

## Background
Bruce Buffer não será o anunciador das lutas, devido a data do evento que será no mesmo dia do The Ultimate Fighter 16 Finale.
Kyle Noke era esperado para enfrentar Seth Backzynski no evento, mas foi obrigado a se retirar devido a uma lesão e foi substituído por Mike Pierce.
Ednaldo Oliveira era esperado para enfrentar Krzysztof Soszynski no evento, mais foi obrigado a se retirar devido a uma lesão no braço e seu adversário ainda não foi divulgado.
Hacran Dias era esperado para enfrentar Chad Mendes no evento, porém foi obrigado a se retirar com uma lesão no ombro e substituído pelo estreante na promoção Yaotzin Meza.

## Card Oficial
Nota 1 Whittaker ganhou título dos Meio-Médios do TUF: The Smashes.

Nota 2 Parke ganhou o título dos Leves do TUF: The Smashes.

Nota 3 Beltran testou positivo para nandrolona.

## Bônus da Noite
- Luta da Noite (Fight of the Night):  Nick Penner vs.  Cody Donovan
- Nocaute da Noite (Knockout of the Night):  Ben Alloway
- Finalização da Noite (Submission of the Night): Não teve lutas terminadas com finalização neste evento.